# Gentil Delázari
Gentil Delázari (* 9. September 1940 in Relvado, Rio Grande do Sul; † 31. Oktober 2022 in Sinop, Mato Grosso) war ein brasilianischer Geistlicher sowie römisch-katholischer Bischof von Sinop.

## Leben
Gentil Delázari empfing nach seiner theologischen Ausbildung am 13. Juli 1968 das Sakrament der Priesterweihe.
Am 9. Februar 1994 ernannte ihn Papst Johannes Paul II. zum Koadjutorbischof von Sinop. Der Bischof von Santa Cruz do Sul, Aloísio Sinésio Bohn, spendete ihm am 27. März desselben Jahres die Bischofsweihe; Mitkonsekratoren waren der Bischof von Sinop, Henrique Froehlich SJ, und der emeritierte Bischof von Santa Cruz do Sul, Alberto Frederico Etges. Am 22. März 1995 wurde Gentil Delázari in Nachfolge von Henrique Froehlich SJ, der aus Altersgründen zurücktrat, Bischof von Sinop.
Am 20. Januar 2016 nahm Papst Franziskus das von Gentil Delázari aus Altersgründen vorgebrachte Rücktrittsgesuch an.
Gentil Delázari starb am 31. Oktober 2022 in Sinop im Bundesstaat Mato Grosso im Alter von 82 Jahren. 